# 达明·乔伊·伦道夫
达明·乔伊·伦道夫（英語：（/deɪˈvaɪn/），1986年5月21日—），美国影视及舞台剧演员。2012年，伦道夫凭借百老汇音乐剧《Ghost》中巫女奥达·梅·布朗一角，拿下托尼奖最佳音乐剧女配角提名，自此打响名堂。其后她陆续出演《布鲁克林最愤怒的人》（2014年）、《聖誕搞轟趴》（2016年）、《我叫多麥特》（2019年）及《美国诉比莉·哈乐黛》（2020年）等电影。2023年，她在电影《滯留生》中扮演一位悲伤的母亲，凭借该角色接连斩获金球獎最佳電影女配角、評論家選擇電影獎最佳女配角、英國電影學院獎最佳女配角、獨立精神獎最佳配角演出、美国演员工会奖最佳女配角及奥斯卡最佳女配角奖。电视剧方面，她参演了《自拍女王》（2014年）、《這就是我們》（2016年）、《第四类地球人》（2016–2017年）、《失恋排行榜》（2020年）、《破案三人行》（2021年起）和《偶像漩涡》（2023年）。

## 早年经历
伦道夫在美国宾夕法尼亚州费城艾里山（Mount Airy）街区及赫爾希成长。年轻的时候，伦道夫在因特洛肯艺术中心学习戏剧，其后就读于天普大學，专修古典声乐及歌剧表演，大三时将重心转向音樂劇。从天普大学毕业后，伦道夫又到耶鲁戏剧学院深造，2011年凭藝術創作碩士学位毕业。另外，伦道夫曾参加牛津大学的莎翁戏剧学习班，之后在英美戏剧学院学习。

## 职业生涯
2012年，伦道夫参与伦敦西区剧院舞台剧《Ghost》百老汇版的试镜，争夺一个替补角色，但制作人最终安排她出演主角奥达·梅·布朗。演员名单公布前，在西区剧院原版中饰演奥达·梅的莎朗·D·克拉克膝盖受轻伤。于是伦道夫连忙飞到伦敦，代替克拉克演出。
2012年3月，《Ghost》百老汇版预演期开始，至2012年4月23日正式首演。伦道夫在剧中与另外两位主角理查德·弗莱什曼和凯茜·李维演对手戏，并凭借该剧获得托尼奖最佳音乐剧女配角提名。2013年，伦道夫首次踏入影坛，在安德鲁·多孙姆执导的《乔治的母亲》中扮演配角。该片于2013年圣丹斯电影节首映，好评如潮。次年，伦道夫在喜剧剧情片《布鲁克林最愤怒的人》中扮演一名护士，该片由羅賓·威廉斯。同年9月30日，伦道夫参演的电视剧《自拍女王 (再造淑女)》首播，该剧由凯伦·吉兰和趙約翰主演，伦道夫在片中扮演主角查莫妮克·惠特克。虽然该剧获得褒贬不一的评价，只拍了一季就腰斩，但该剧还是收获了一群忠实的剧迷。后来伦道夫在2022年5月的一次专访中被问到《自拍女王 (再造淑女)》重启的事情，伦道夫表示如果有机会的话，她会在该剧的电影版或限定剧中回归。她也表示这部剧对她个人及整个剧组有着许多的意义，即便这部剧已经播出了好几年，仍有剧迷在讨论。她说自己很喜欢拍这部剧，她在剧中的角色也是其个人最喜欢的角色。
除了《自拍女王》，伦道夫也于2015年至2017年间担任动画片《天才眼镜狗》配音，并在《「法」妻》（2013年）、《菜鸟老爹》（2014年）、《生活點滴》（2015年）及《副人之仁》（2017年）中客串。她在电视剧《這就是我們》（2016年）中扮演常设角色坦雅（Tanya）。同样在2016年，她参演电影《聖誕搞轟趴》。2016年至2017年，她在情景喜剧《第四类地球人》中扮演邮差伊冯·沃森（Yvonne Watson）。2017年至2018年，担任电视剧《嘻哈帝国》常设角色。2019年，参演电视剧《佛州中部上帝養成史》。
2019年，伦道夫在艾迪·墨菲主演的电影《我叫多麥特》中扮演里德女士，取得突破，并以此获得非裔美国人影评人协会、黑胶卷奖及有色人种进步协会形象奖的最佳女配角提名。次年，伦道夫出演电影《偷呃拐騙一家人》及电视剧《失恋排行榜》，期间在《马达加斯加：小小狂野》（2020年至2022年）、《圖卡和柏蒂》（2021年）、《Ultra City Smiths》（2021年）、《芝加哥派对阿姨》（2021年至2022年）及《鸟姑娘》等动画片中配音。另外也参与动画电影《魔髮精靈唱遊世界》（2020年）和《鞋貓劍客2》（2022年）配音。
伦道夫还参演了剧情片《美国诉比莉·哈乐黛》（2021年）和喜剧片《失落謎城》（2022年）。2021年，她在情景喜剧《最后的匪帮》中扮演主角。自2021年起，在史提夫·馬丁、馬丁·肖特和赛琳娜·戈麦斯主演的电视剧《破案三人行》中扮演常设角色威廉姆斯警探。她还在极具争议的电视剧《偶像漩涡》（2023年）中扮演流行巨星的经纪人。同样在2023年，她参演了亚历山大·佩恩执导的成长题材电影《滯留生》，在片中饰演一位失去儿子的厨师玛丽·兰波。电影于特柳赖德电影节首映，伦道夫的表演获认可。凭借该角色接连斩获金球獎最佳電影女配角、評論家選擇電影獎最佳女配角、英國電影學院獎最佳女配角、獨立精神獎最佳配角演出及美国演员工会奖最佳女配角及奥斯卡最佳女配角奖。同年，伦道夫在传记片《鲁斯汀》中扮演福音歌手玛哈莉亚·杰克逊。另外还有一部与瑞贝尔·威尔森合作的动作喜剧电影《硬核伴娘》等待上映。

## 影视作品

### 电影
| 年份 | 片名                                               | 角色                             | 注释 |
| ---- | -------------------------------------------------- | -------------------------------- | ---- |
| 2013 | 乔治的母亲                                         | 玛莎（Marsea）                   |      |
| 2013 | 人类清除计划：翌晨（The Purge: The Morning After） | De'Shondranique                  | 短片 |
| 2013 | A Long Walk                                        | 母亲                             | 短片 |
| 2014 | 布鲁克林最愤怒的人                                 | 护士罗温（Nurse Rowan）          |      |
| 2016 | 艾蜜丽·布莱尔的秘密（The Secrets of Emily Blair）  | 法兰（Fran）                     |      |
| 2016 | 聖誕搞轟趴                                         | 卡拉（Carla）                    |      |
| 2019 | 我叫多麥特                                         | 里德女士（Lady Reed）            |      |
| 2020 | 偷呃拐騙一家人                                     | 珍妮（Jenny）                    |      |
| 2020 | 站好最后一班岗                                     | 莎兹（Shazz）                    |      |
| 2020 | 魔髮精靈唱遊世界                                   | 希拉B（Bliss Marina / Shelia B） | 配音 |
| 2020 | 妈妈得了感冒（Mama Got A Cough）                   | 尤兰达（Yolanda）                | 短片 |
| 2021 | 美国诉比莉·哈乐黛                                  | 罗莎琳（Roslyn）                 |      |
| 2021 | 接線追緝                                           | CHP接线员                        | 配音 |
| 2022 | 失落謎城                                           | 贝丝·哈顿（Beth Hatten）         |      |
| 2022 | 施赖弗                                             | 黛尔塔·琼斯（Delta Jones）       |      |
| 2022 | 鞋貓劍客2                                          | 露娜妈妈（Mama Luna）            | 配音 |
| 2022 | 嘻哈梦想                                           | Pooh                             |      |
| 2023 | 鲁斯汀                                             | 玛哈莉亚·杰克逊                  |      |
| 2023 | 滯留生                                             | 兰波女士（Mary Lamb）            |      |
| 待定 | 幽冥部队                                           | 待定                             | 后期 |
| 待定 | 硬核伴娘                                           | 待定                             | 后期 |

### 电视剧
| 年份      | 片名                      | 角色                                              | 注释                                      |
| --------- | ------------------------- | ------------------------------------------------- | ----------------------------------------- |
| 2013      | 「法」妻                  | 玛吉（Margie）                                    | 集数：A More Perfect Union                |
| 2013      | Brenda Forever            | 珠儿（Pearl）                                     | 电视电影                                  |
| 2014      | 菜鸟老爹                  | 罗斯柴尔德女士（Mrs. Rothschild）                 | 集数：See Dad Become Room Mom             |
| 2014      | 自拍女王 (再造淑女)       | 查莫妮克·惠特克（Charmonique Whitaker）           | 主演                                      |
| 2015      | 生活點滴                  | 珍妮丝（Janice）                                  | 集数：Babe Secret Phone Germs             |
| 2015–2017 | 天才眼镜狗                | 克莉丝汀 / 艾比·费舍尔（Christine / Abby Fisher） | 主要配音                                  |
| 2016      | 這就是我們                | 坦雅（Tanya）                                     | 常设角色（第一季）                        |
| 2016–2017 | 第四类地球人              | 伊冯·沃森（Yvonne Watson）                        | 主演                                      |
| 2017      | 副人之仁                  | 罗伯塔·温斯顿（Roberta Winston）                  | 集数：Qatar                               |
| 2017–2018 | 嘻哈帝国                  | Poundcake                                         | 常设角色（第四季）                        |
| 2018      | 無敵安樂窩：小貼O仔大冒險 | 克鲁什蒂娜（Crushtina）                           | 配音，集数：Like Mother, Like Pit of Fire |
| 2019      | 佛州中部上帝養成史        | 隆达（Rhonda）                                    | 常设角色                                  |
| 2020      | 失恋排行榜                | 切丽丝（Cherise）                                 | 主演                                      |
| 2020–2022 | 马达加斯加：小小狂野      | 游骑兵霍芙（Hoof）                                | 配音，常设角色                            |
| 2021      | Cinema Toast              | 薇薇安（Vivian）                                  | 配音，集数：Kiss, Marry, Kill             |
| 2021      | 圖卡和柏蒂                | 塔玛琳·图坎（Tamarind Toucan）                    | 配音，2集                                 |
| 2021      | Ultra City Smiths         | 盖尔·约翰逊警探（Detective Gail Johnson）         | 配音，主演                                |
| 2021      | 最后的匪帮                | 薇西（Veesy）                                     | 主演（第4季）                             |
| 2021–今   | 破案三人行                | 威廉姆斯警探（Detective Williams）                | 常设角色                                  |
| 2021–2022 | 芝加哥派对阿姨            | 蒂娜（Tina）                                      | 主要配音                                  |
| 2022      | 鸟姑娘                    | 多角色配音                                        | 常设演员                                  |
| 2023      | 偶像漩涡                  | 达斯婷（Destiny）                                 | 常设演员                                  |

## 获奖与提名
| 颁奖典礼                | 年份 | 奖项                     | 提名作品   | 结果 |
| ----------------------- | ---- | ------------------------ | ---------- | ---- |
| 澳大利亞影視藝術學院獎  | 2024 | 最佳女配角               | 滯留生     | 提名 |
| 奥斯卡金像奖            | 2024 | 最佳女配角               | 滯留生     | 獲獎 |
| 非裔美国人影评人协会    | 2020 | 最佳女配角               | 我叫多麥特 | 獲獎 |
| Astra电影奖             | 2024 | 最佳女配角               | 滯留生     | 獲獎 |
| 亚特兰大影评人协会      | 2023 | 最佳女配角               | 滯留生     | 獲獎 |
| 奥斯汀影评人协会        | 2020 | 最具突破艺人奖           | 我叫多麥特 | 提名 |
| 黑人影评人协会奖        | 2019 | 最佳女配角               | 我叫多麥特 | 獲獎 |
| 黑胶卷奖                | 2020 | 最佳女配角               | 我叫多麥特 | 獲獎 |
| 黑胶卷奖                | 2020 | 最具突破演出             | 我叫多麥特 | 獲獎 |
| 黑胶卷奖                | 2022 | 最佳喜剧电视剧客串女演员 | 破案三人行 | 提名 |
| 黑胶卷奖                | 2024 | 最佳配角演出             | 滯留生     | 提名 |
| 波士頓影評人協會        | 2023 | 最佳女配角               | 滯留生     | 獲獎 |
| 英国电影学院奖          | 2024 | 最佳女配角               | 滯留生     | 獲獎 |
| 評論家選擇協會          | 2023 | 最佳女主角               | 滯留生     | 獲獎 |
| 芝加哥影评人协会        | 2023 | 最佳女配角               | 滯留生     | 獲獎 |
| 哥倫布影評人協會        | 2024 | 最佳配角演出             | 滯留生     | 提名 |
| 评论家选择电影奖        | 2024 | 最佳女配角               | 滯留生     | 獲獎 |
| 评论家选择电影奖        | 2024 | 最佳整體演出             | 滯留生     | 提名 |
| 达拉斯—沃斯堡影评人协会 | 2023 | 最佳女配角               | 滯留生     | 獲獎 |
| DiscussingFilm影评人奖  | 2024 | 最佳女配角               | 滯留生     | 提名 |
| 戏剧联盟奖              | 2012 | 杰出表演                 | Ghost      | 提名 |
| 佛罗里达影评人协会      | 2023 | 最佳女配角               | 滯留生     | 提名 |
| 乔治亚影评人协会        | 2024 | 最佳女配角               | 滯留生     | 獲獎 |
| 乔治亚影评人协会        | 2024 | 最佳整体演出             | 滯留生     | 亚军 |
| 金球獎                  | 2024 | 最佳電影女配角           | 滯留生     | 獲獎 |
| 哥谭奖                  | 2023 | 最佳配角演出             | 滯留生     | 提名 |
| 大纽约西区影评人协会    | 2023 | 最佳女配角               | 滯留生     | 獲獎 |
| 獨立精神獎              | 2024 | 最佳配角演出             | 滯留生     | 獲獎 |
| 印第安纳电影记者协会    | 2023 | 最佳配角演出             | 滯留生     | 提名 |
| 印第安纳电影记者协会    | 2023 | 最佳整体演出             | 滯留生     | 提名 |
| 国际在线电影奖          | 2022 | 最佳喜剧电视剧客串女演员 | 破案三人行 | 提名 |
| 爱荷华影评人协会        | 2023 | 最佳女配角               | 滯留生     | 獲獎 |
| 堪萨斯影评人协会        | 2019 | 最佳女配角               | 我叫多麥特 | 獲獎 |
| 拉斯维加斯影评人协会    | 2023 | 最佳女配角               | 滯留生     | 獲獎 |
| 伦敦影评人协会          | 2024 | 年度女配角               | 滯留生     | 獲獎 |
| 洛杉磯影評人協會        | 2023 | 最佳配角表演             | 滯留生     | 獲獎 |
| 密歇根影评人协会        | 2023 | 最佳女配角               | 滯留生     | 獲獎 |
| 有色人种进步协会形象奖  | 2020 | 最佳电影女配角           | 我叫多麥特 | 提名 |
| 國家評論協會            | 2023 | 最佳女配角               | 滯留生     | 獲獎 |
| 紐約影評人協會          | 2023 | 最佳女配角               | 滯留生     | 獲獎 |
| 纽约在线影评人协会      | 2023 | 最佳女配角               | 滯留生     | 獲獎 |
| 北卡罗来纳影评人协会    | 2024 | 最佳女配角               | 滯留生     | 獲獎 |
| 北德克萨斯影评人协会    | 2023 | 最佳女配角               | 滯留生     | 獲獎 |
| 在线女影评人协会        | 2023 | 最佳女配角               | 滯留生     | 獲獎 |
| 在线影视协会            | 2020 | 最具突破女演员           | 我叫多麥特 | 提名 |
| 外围剧评人奖            | 2012 | 最佳音乐剧女配角         | Ghost      | 提名 |
| 棕榈泉国际电影节        | 2024 | 最佳突破表演奖           | 滯留生     | 獲獎 |
| 费城影评人协会          | 2023 | 最佳女配角               | 滯留生     | 獲獎 |
| 凤凰城影评人协会        | 2023 | 最佳女配角               | 滯留生     | 獲獎 |
| 聖地牙哥影評人協會      | 2023 | 最佳女配角               | 滯留生     | 亚军 |
| 聖地牙哥影評人協會      | 2023 | 最佳整体演出             | 滯留生     | 獲獎 |
| 圣巴巴拉国际电影节      | 2024 | 大师奖                   | 滯留生     | 獲獎 |
| 卫星奖                  | 2024 | 最佳电影女配角           | 滯留生     | 獲獎 |
| 美國演員工會獎          | 2024 | 最佳女配角               | 滯留生     | 獲獎 |
| 东南影评人协会          | 2023 | 最佳女配角               | 滯留生     | 獲獎 |
| 圣路易斯影评人协会      | 2023 | 最佳女配角               | 滯留生     | 獲獎 |
| 圣路易斯影评人协会      | 2023 | 最佳整体演出             | 滯留生     | 獲獎 |
| 托尼獎                  | 2012 | 最佳音乐剧女配角         | Ghost      | 提名 |
| 多伦多影评人协会        | 2023 | 最佳配角表演             | 滯留生     | 獲獎 |
| 英国影评人协会          | 2023 | 最佳女配角               | 滯留生     | 提名 |
| 犹他影评人协会          | 2024 | 最佳女配角               | 滯留生     | 獲獎 |
| 华盛顿特区影评人协会    | 2023 | 最佳女配角               | 滯留生     | 獲獎 |
| 华盛顿特区影评人协会    | 2023 | 最佳群戏                 | 滯留生     | 提名 |
| 女性影评人协会          | 2023 | 最佳女配角               | 滯留生     | 獲獎 |